# Comuna Kladovo
Kladovo este o comună localizată în partea de vest a Serbiei, în Districtul Bor. Comuna cuprinde orașele Kladovo, Brza Palanka și 21 sate.

## Localități componente
- Cladova
- Brza Palanka
- Vaiuga
- Velesnița
- Vrbița Mare
- Camenița Mare
- Grabovița
- Davidovaț
- Cladușnița
- Corbovo
- Costol
- Cupuziște
- Liubicevaț
- Vrbița Mic
- Manastirița
- Milutinovaț
- Novi Sip
- Petrovo Selo
- Podvrșca
- Reca
- Recița
- Rtkovo
- Techia

## Populația

### Grupuri etnice în municipiu
Conform recensământului din 2002 populația municipiului Cladova este compusă din:
- Sârbi = 12,702 (61.91%)
- Români (vlahi)[2][3][4] = 5681 (41.43%)
- Alții.